# 深屈道
深屈道（英語：Sham Wat Road）位於香港大嶼山西部，是大嶼山連接羗山道與深屈的道路，也是前往昂坪的必經之路。

## 交匯道路
- 羌山道
- 昂平路
- 東澳古道